# المرخ

المرخ (به عربی: المرخ) یک منطقهٔ مسکونی در بحرین است که در شمالیه (بحرین) واقع شده‌است.